# I Belong to You (Caro Emerald)
I Belong to You is de tiende single van de Nederlandse zangeres Caro Emerald en de vierde single afkomstig van haar tweede studioalbum The Shocking Miss Emerald. De single werd gebruikt ter promotie van een nieuwe versie van het album, The Shocking Miss Emerald: Deluxe Edition. Op 25 oktober 2013 werd de single op iTunes uitgebracht, tegelijkertijd met deze versie van het album.
De videoclip van I Belong to You verscheen 28 oktober op YouTube en ging in première bij RTL Boulevard. Het is een zwart-witvideoclip en is opgenomen in Glasgow (Schotland). In de clip is ook een optreden in Glasgow verwerkt.
Caro heeft voor de promotie van de single onder andere opgetreden bij de ochtendshow van Giel Beelen op 3FM, de RTL 4 talkshow RTL Late Night van Humberto Tan en bij Cappuccino op Radio 1.